# 廖家桥镇
廖家桥镇，是中华人民共和国湖南省湘西土家族苗族自治州凤凰县下辖的一个乡镇级行政单位。

## 行政区划

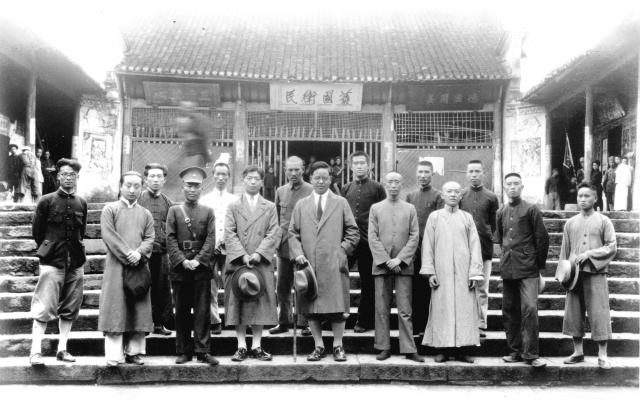
1933年6月，湘西鳳凰縣廖家橋鎮。中央研究院歷史語言研究所考察少數民族語言團隊，凌純聲（正中繫領帶者）、勇士衡（極左）

廖家桥镇下辖以下地区：
廖家桥社区、廖家桥村、瓦场村、八斗丘村、永兴村、马垅村、林寨村、申坨村、马王塘村、长坳村、菖蒲塘村、樱桃坳村、铁桥村、土桥坳村、漾水坨村、大坪村、岩坎营村、鸭堡洞村、腰子坨村、南泥村和木根井村。